# Сен-Матре
Сен-Матре́ (фр. Saint-Matré) — колишній муніципалітет у Франції, у регіоні Окситанія, департамент Лот. Населення — 110 осіб (2011).
Муніципалітет був розташований на відстані близько 510 км на південь від Парижа, 95 км на північ від Тулузи, 26 км на захід від Каора.

## Історія
До 2015 року муніципалітет перебував у складі регіону Південь-Піренеї. Від 1 січня 2016 року належав до нового об'єднаного регіону Окситанія.
1 січня 2019 року Сен-Матре, Ле-Бульве, Фарг i Со було об'єднано в новий муніципалітет Порт-дю-Керсі.

## Демографія
Динаміка населення (INSEE ):
Розподіл населення за віком та статтю (2006):
| Стать | Всього | До 15 років | 15-24 | 25-44 | 45-64 | 65-85 | Понад 85 |
| --- | ------ | ----------- | ----- | ----- | ----- | ----- | -------- |
| Чоловіки | 80     | 12          | 8     | 4     | 28    | 28    | 0        |
| Жінки | 60     | 0           | 0     | 8     | 32    | 20    | 0        |
| \| Статево-вікова піраміда \| Статево-вікова піраміда \| Статево-вікова піраміда \| \| ----------------------- \| ----------------------- \| ----------------------- \| \| Чоловіки \| Вік \| Жінки \| \| 0 \| 85 + \| 0 \| \| 4 \| 80-84 \| 0 \| \| 8 \| 75-79 \| 12 \| \| 8 \| 70-74 \| 8 \| \| 8 \| 65-69 \| 0 \| \| 8 \| 60-64 \| 8 \| \| 4 \| 55-59 \| 8 \| \| 4 \| 50-54 \| 4 \| \| 12 \| 45-49 \| 12 \| \| 0 \| 40-44 \| 4 \| \| 4 \| 35-39 \| 0 \| \| 0 \| 30-34 \| 4 \| \| 0 \| 25-29 \| 0 \| \| 4 \| 20-24 \| 0 \| \| 4 \| 15-20 \| 0 \| \| 4 \| 10-14 \| 0 \| \| 4 \| 5-9 \| 0 \| \| 4 \| 0-4 \| 0 \| |        |             |       |       |       |       |          |
| Статево-вікова піраміда |        |             |       |       |       |       |          |
| Чоловіки | Вік    | Жінки       |       |       |       |       |          |
| 0 | 85 +   | 0           |       |       |       |       |          |
| 4 | 80-84  | 0           |       |       |       |       |          |
| 8 | 75-79  | 12          |       |       |       |       |          |
| 8 | 70-74  | 8           |       |       |       |       |          |
| 8 | 65-69  | 0           |       |       |       |       |          |
| 8 | 60-64  | 8           |       |       |       |       |          |
| 4 | 55-59  | 8           |       |       |       |       |          |
| 4 | 50-54  | 4           |       |       |       |       |          |
| 12 | 45-49  | 12          |       |       |       |       |          |
| 0 | 40-44  | 4           |       |       |       |       |          |
| 4 | 35-39  | 0           |       |       |       |       |          |
| 0 | 30-34  | 4           |       |       |       |       |          |
| 0 | 25-29  | 0           |       |       |       |       |          |
| 4 | 20-24  | 0           |       |       |       |       |          |
| 4 | 15-20  | 0           |       |       |       |       |          |
| 4 | 10-14  | 0           |       |       |       |       |          |
| 4 | 5-9    | 0           |       |       |       |       |          |
| 4 | 0-4    | 0           |       |       |       |       |          |

## Економіка
2010 року серед 60 осіб працездатного віку (15—64 років) 43 були активними, 17 — неактивними (показник активності 71,7%, у 1999 році було 73,5%). З 43 активних мешканців працювало 38 осіб (18 чоловіків та 20 жінок), безробітними було 5 (4 чоловіки та 1 жінка). Серед 17 неактивних 3 особи були учнями чи студентами, 10 — пенсіонерами, 4 були неактивними з інших причин.

У 2010 році в муніципалітеті числилось 55 оподаткованих домогосподарств, у яких проживали 111,5 особи, медіана доходів виносила 12 591 євро на одного особоспоживача